# Podgrab
Podgrab (cyr. Подграб) – wieś w Bośni i Hercegowinie, w Republice Serbskiej, w mieście Sarajewo Wschodnie, w gminie Pale. W 2013 roku liczyła 549 mieszkańców.